# Respiração bucal
A Respiração bucal, diferentemente da nasal, não promove aquecimento do ar na inspiração, umidificação e proteção das vias aéreas. É causada por hipertrofia das adenóides ou amígdalas, alergias, rinite, sinusite, bronquite e desvio de septo nasal.
A respiração bucal promove alterações do equilíbrio das forças musculares, posturais e torácicas, como diminuição do espaço interno da caixa torácica, promovida pela compressão dos ombros sob o tórax. Por conta disso, respiradores bucais apresentam assimetria torácica; ombros antero-pulsionados; escápulas salientes; cifose; depressão submamária; hiperlordose; rotação do ombro e escoliose.

## Ligações Externas
- Saiba mais sobre a síndrome da respiração bucal